# Skuggkapuschongfly
Skuggkapuschongfly, Cucullia umbratica, är en fjärilsart som beskrevs av Carl von Linné 1758. Skuggkapuschongfly ingår i släktet Cucullia och familjen nattflyn, Noctuidae. Arten är reproducerande i Sverige. En underart finns listad i Catalogue of Life, Cucullia umbratica lampra Püngeler, 1908.

## Bildgalleri

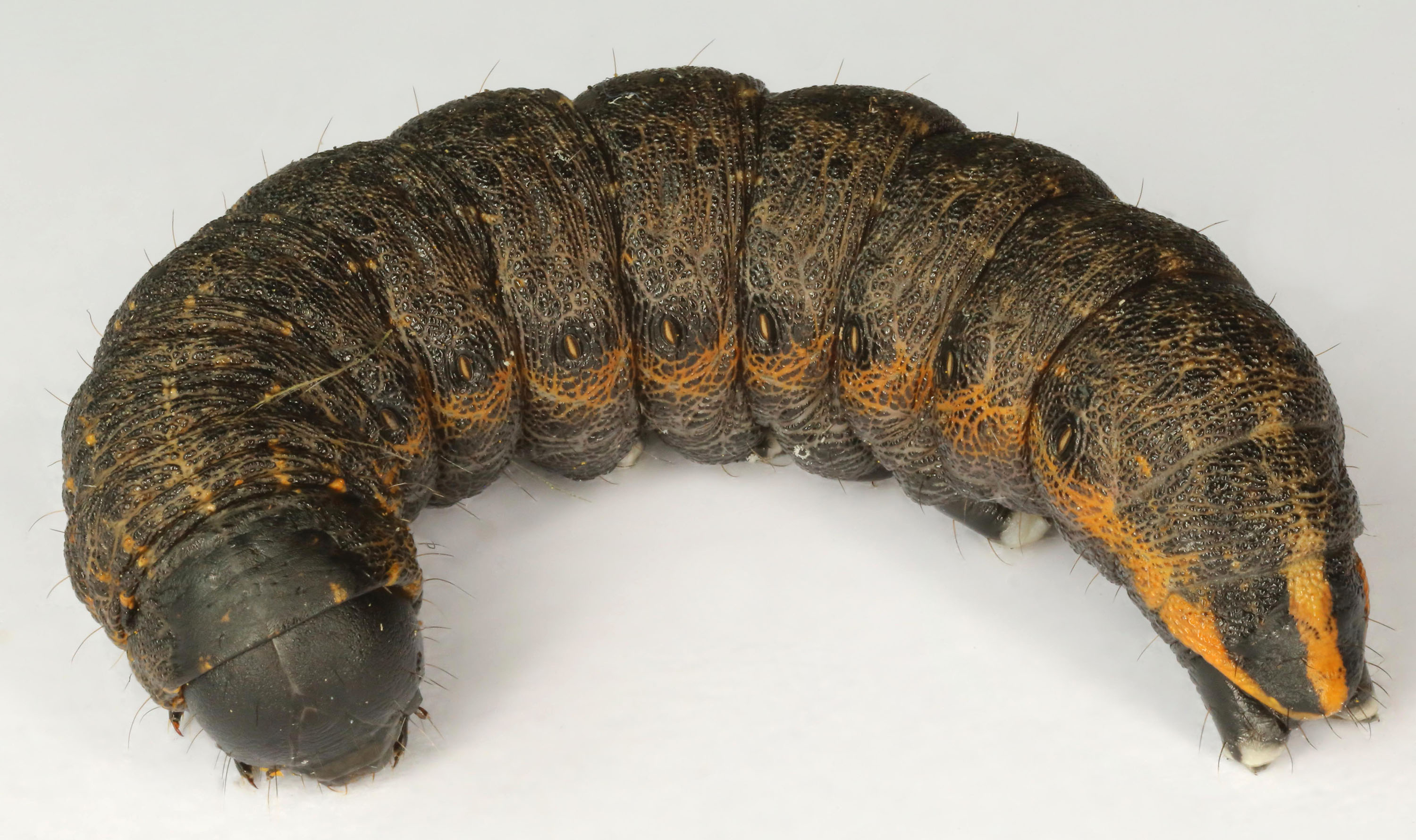
Fjärilens larv
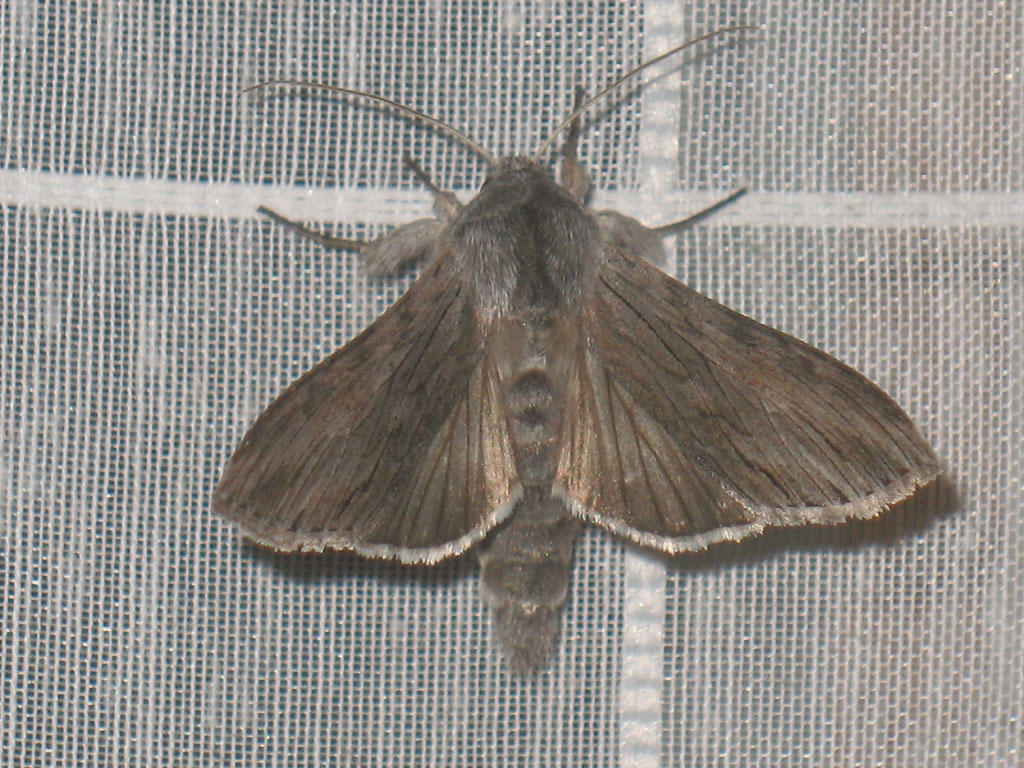
Imago fjäril, hona
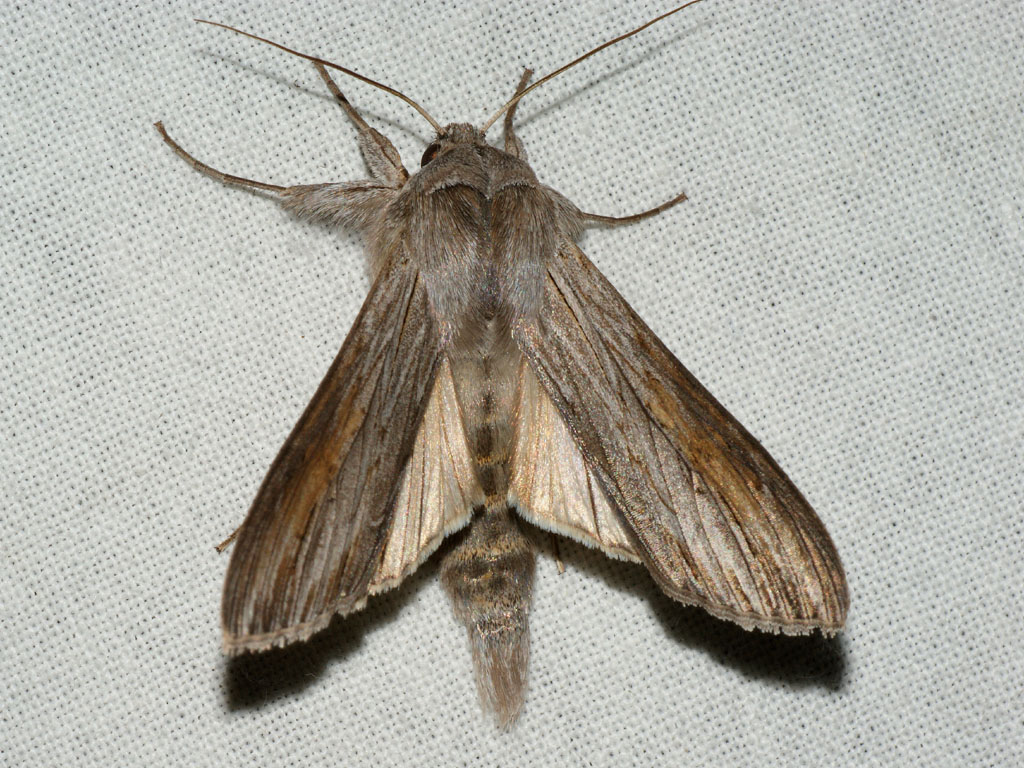
Imago fjäril, hane
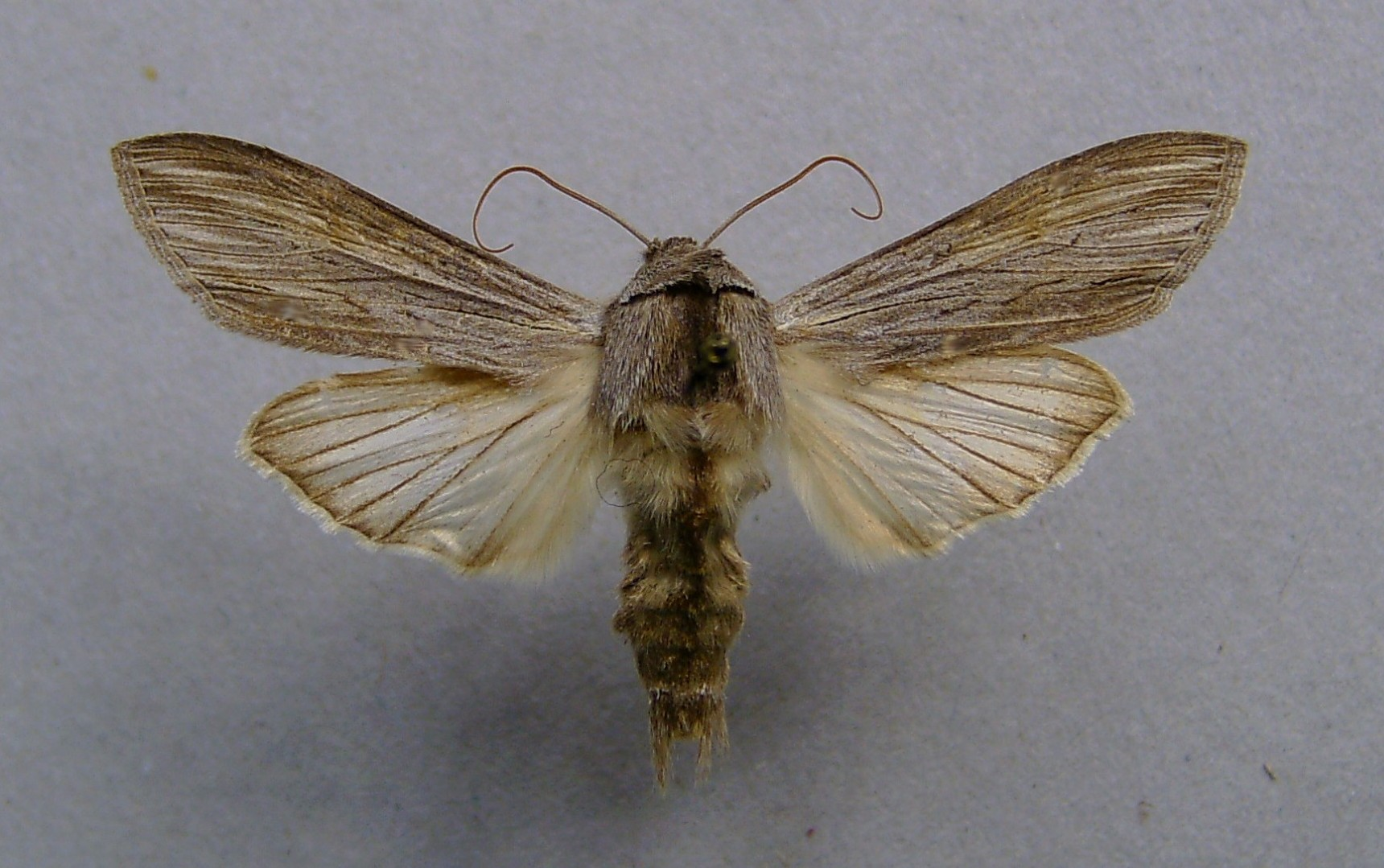
Preparerad (uppnålad) imago fjäril
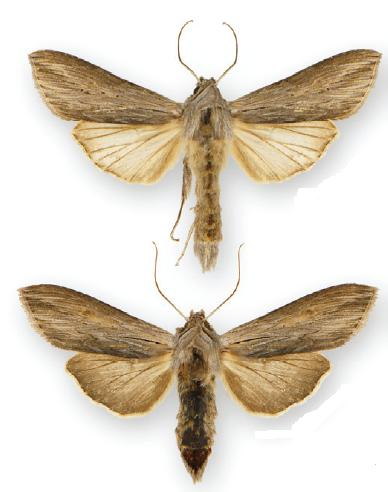
Preparerade (uppnålade) imago fjärilar, hane överst och hona underst.